# Baumgarten bei Kasten
Baumgarten bei Kasten ist eine Ortschaft und eine Katastralgemeinde der Gemeinde Kasten bei Böheimkirchen im Bezirk St. Pölten-Land in Niederösterreich. Die Ortschaft hat 67 Einwohner (Stand 1. Jänner 2024).

## Geografie
Die östlich von Kasten liegende Rotte befindet sich westlich von Lanzendorf bei Kasten. Baumgarten ist von der Landesstraße L101 über eine Abzweigung erreichbar. Zur Ortschaft zählen auch die Einzellagen Griesbauer und Wankmühle.

## Geschichte
Im Jahr 1822 wurde der Ort als Dörfl mit sieben Häusern genannt, das nach Kasten eingepfarrt war, wohin auch die Kinder eingeschult wurden. Die Herrschaft Kasten besaß die Ortsobrigkeit und besorgte zusammen mit der Herrschaft St. Pölten die Konskription. Die Landgerichtsbarkeit wurde von der Herrschaft Neulengbach ausgeübt. Die Untertanen und Grundholde des Ortes gehörten den Herrschaften Kasten und Jeutendorf.
Laut Adressbuch von Österreich waren im Jahr 1938 in Baumgarten ein Holzhändler, eine Mühle samt Sägewerk, ein Zimmermeister und einige Landwirte ansässig.